# Syngonanthus welwitschii
Syngonanthus welwitschii är en gräsväxtart som först beskrevs av Alfred Barton Rendle, och fick sitt nu gällande namn av Wilhelm Willy Otto Eugen Ruhland. Syngonanthus welwitschii ingår i släktet Syngonanthus och familjen Eriocaulaceae. Inga underarter finns listade i Catalogue of Life.